# Online - Vol. 7
Online - Vol. 7 é o sétimo álbum de estúdio da banda musical brasileira Collo de Menina, lançado em julho de 2008. Com este CD a banda recebeu o seu 4º Disco de Ouro da carreira, que teve uma vendagem superior a 50 mil cópias.

## Faixas
| N.º            | Título                               | Vocalista(s)                  | Duração |  |
| 1.             | "Tô Abrindo o Bar"                   | Erivan Morais                 | 3:05    |  |
| 2.             | "Hoje eu Vou Fazer Zueira"           | Erivan Morais                 | 2:56    |  |
| 3.             | "Lero Lero"                          | Kelly Freitas                 | 3:05    |  |
| 4.             | "Online"                             | Neto Araújo                   | 3:26    |  |
| 5.             | "Só Penso em Você"                   | Neto Araújo                   | 3:35    |  |
| 6.             | "A Nossa Vida, a Nossa História"     | Neto Araújo                   | 3:28    |  |
| 7.             | "Lembra"                             | Neto Araújo / Kelly Freitas   | 3:25    |  |
| 8.             | "Tome Porre"                         | Neto Araújo                   | 3:49    |  |
| 9.             | "Porque eu Sou"                      | Neto Araújo / Kelly Freitas   | 3:31    |  |
| 10.            | "Sem Amor"                           | Kelly Freitas                 | 3:22    |  |
| 11.            | "Você Não me Ama"                    | Neto Araújo                   | 2:51    |  |
| 12.            | "Juntos Novamente"                   | Neto Araújo / Kelly Freitas   | 3:08    |  |
| 13.            | "Papo de Amor"                       | Erivan Morais / Kelly Freitas | 3:26    |  |
| 14.            | "Porta Aberta"                       | Kelly Freitas / Erivan Morais | 3:23    |  |
| 15.            | "Como Vai Ficar"                     | Neto Araújo                   | 2:57    |  |
| 16.            | "Altas Horas da Manhã (Fazer o Quê)" | Erivan Morais                 | 4:06    |  |
| Duração total: | Duração total:                       | Duração total:                | 53:33   |  |